# Mike Modano
Michael Thomas Modano Jr. (Livonia, 7 giugno 1970) è un ex hockeista su ghiaccio statunitense che ha giocato nella National Hockey League con i Dallas Stars ed i Detroit Red Wings.
Detiene il record di tutti i tempi per numero di gol segnati fra i giocatori statunitensi nella NHL, e fu l'ultimo giocatore in attività ad aver giocato per i North Stars quando la squadra era in Minnesota. Modano fu scelto in prima posizione assoluta dai Minnesota North Stars nel draft del 1988. Il 21 settembre 2011 Mike Modano annunciò il proprio ritiro dopo 21 stagioni trascorse nella NHL. Il giorno successivo firmò un contratto simbolico valido per un giorno con i Dallas Stars, in modo da potersi ritirare da membro degli Stars.

## Carriera

### Club
I North Stars selezionarono Modano in prima posizione assoluta nel corso del draft del 1988, all'età di 18 anni, un traguardo raggiunto solo da altri cinque statunitensi: Brian Lawton (1983), Bryan Berard (1995), Rick DiPietro (2000), Erik Johnson (2006) e Patrick Kane (2007). Dopo aver disputato tre stagioni con i Prince Albert Raiders, squadra della WHL, Modano si unì ai North Stars nella stagione 1989-90, e segnò la sua prima rete in carriera contro Glenn Healy, portiere dei New York Islanders.
Modano vinse la Stanley Cup nella stagione 1998-99 con la maglia dei Dallas Stars, e raggiunse la finale anche l'anno successivo, in entrambe le occasioni mettendo a segno più di 20 punti. La prima volta in cui raggiunse la finale di Stanley Cup fu nel 1991. Modano fu finalista del Calder Memorial Trophy nel 1990, del Frank J. Selke Trophy nel 2001 e del Lady Byng Trophy nel 2003. Nonostante le numerose proteste non vinse il Calder Memorial Trophy, premio per il miglior esordiente della lega, che invece andò al trentunenne russo Sergej Makarov, già professionista nel campionato sovietico da oltre 12 anni; dopo questo episodio l'età massima per ricevere il premio fu abbassata a 26 anni.
Dal punto di vista realizzativo le migliori stagioni per Modano furono il 1992-93 ed il 1993-94, entrambe conclusasi con 93 punti; nella seconda annata mise inoltre a segno il maggior numero di reti in un singolo campionato, 50. Dopo l'arrivo in panchina di Ken Hitchcock il gioco di Dallas si improntò più sulla fase difensiva, limitando per questo il rendimento offensivo di Modano; nel periodo 1996-2002 toccò al massimo 78 punti, tuttavia fu uno dei migliori attaccanti nella statistica del plus-minus (nel 1997 con +43 fu secondo solo a John LeClair e al suo +44). Il record di punti per Modano in una singola partita è di 6 (due gol e quattro assist), ottenuto contro gli Anaheim Ducks, mentre raggiunse 7 hat tricks in carriera. L'unica penalità maggiore per rissa in carriera fu quella contro Rod Brind'Amour.
Per lungo periodo icona della franchigia di Dallas, in carriera mise a segno più di 1.000 punti in NHL, diventando capitano degli Stars nel 2003. Durante l'estate del 2005 Modano fu vicino al passaggio ai Boston Bruins, ma grazie all'intervento del presidente Tom Hicks decise di rimanere in Texas. Modano il 5 agosto 2005 prolungò di altre cinque stagioni il suo contratto con la squadra. Il 29 settembre 2006 Brenden Morrow diventò il nuovo capitano della squadra, mentre Modano passò fino al 2010 a rivestire il ruolo di capitano alternativo, incarico già svolto dal 1995 al 2003.
Modano segnò il suo 500º gol in stagione regolare il 13 marzo 2007, con una rete contro il portiere finlandese Antero Niittymäki dei Philadelphia Flyers, su assist di Antti Miettinen e Jon Klemm. Fu il quattordicesimo giocatore della NHL ad aver segnato 500 reti con la stessa squadra, il trentanovesimo in assoluto. Appena quattro giorni dopo, in una partita in trasferta contro i Nashville Predators, Modano mise a segno le reti numero 502 e 503 in stagione regolare, superando il record di Joe Mullen (502) come miglior marcatore statunitense di sempre.

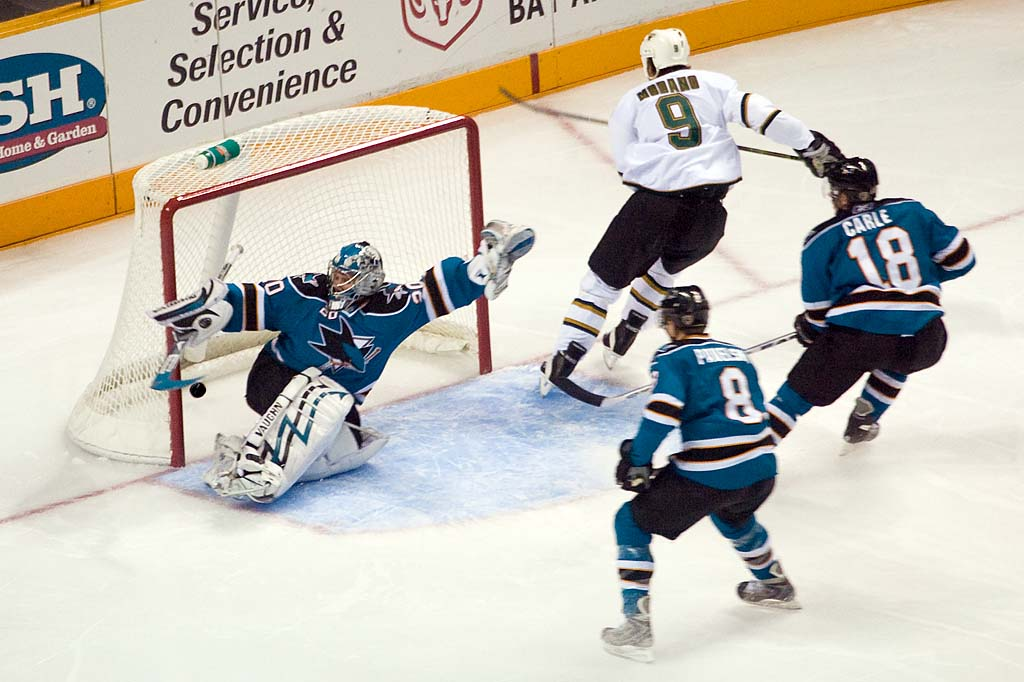
La rete di Modano contro gli San Jose Sharks che gli valse il record di miglior marcatore statunitense di sempre.

Modano detiene inoltre il record di sempre della NHL di punti raccolti da un giocatore statunitense. Superò il record di Phil Housley con due gol nei primi cinque minuti di partita, uno dei quali ottenuto in inferiorità numerica, contro i San Jose Sharks il 7 novembre 2007. Quella sera ricevette i complimenti di George W. Bush in collegamento direttamente dall'Air Force One. Il 21 novembre si svolse il "Mike Modano Tribute Night" all'American Airlines Center di Dallas, dove Modano fu premiato dalla franchigia per i suoi sforzi per la squadra e per l'hockey statunitense. Fra gli ospiti della cerimonia vi furono Brett Hull, Joe Mullen, Phil Housley ed il proprietario della squadra Tom Hicks.
Con il passare del tempo la sua produzione di gol calò nel periodo 2007-2010, fino alla scadenza del contratto del giocatore. Nell'ultima partita della stagione (per caso giocata proprio in Minnesota, dove Modano iniziò la sua carriera professionistica), Modano fu festeggiato con un video tributo ed una standing ovation, oltre che ad un giro della pista con la divisa dei Minnesota North Stars. Il 29 giugno 2010 gli Stars annunciarono che Modano non avrebbe rinnovato il contratto per la stagione 2010-11.
Dopo aver considerato la possibilità del ritiro, gli si prospettarono due opportunità, una con i Detroit Red Wings (squadra del suo Stato) e l'altra con i Minnesota Wild (stato dove iniziò la sua carriera NHL). Alla fine Modano scelse di firmare un contratto di un anno con i Red Wings. L'allenatore Mike Babcock inserì Modano nella terza linea d'attacco insieme a Dan Cleary e a Jiří Hudler. Dopo 5 minuti e mezzo nel primo periodo della prima partita casalinga dei Detroit Red Wings, al suo secondo ingresso sul ghiaccio, Modano ricevette un passaggio da parte di Cleary e superò il portiere di Anaheim Jonas Hiller, firmando la sua prima rete con la maglia dei Red Wings.
Il 23 settembre 2011, dopo 21 stagione trascorse in NHL, Modano annunciò con una conferenza stampa a Dallas il suo ritiro dall'attività agonistica. Modano fu l'ultimo giocatore in attività ad aver calcato le piste della NHL negli anni 1980 insieme a Mark Recchi, così come fu l'ultimo giocatore in attività dei Minnesota North Stars. Il giorno successivo firmò un contratto simbolico valido per un giorno con i Dallas Stars, in modo da potersi ritirare da membro degli Stars. Il 4 giugno 2013, in concomitanza con la presentazione dei nuovi loghi e delle divise dei Dallas Stars, fu annunciato ufficialmente il ritiro della maglia numero 9 indossata nel corso della sua carriera da Modano. Un anno più tardi venne eletto all'interno della Hockey Hall of Fame.

### Nazionale
Modano esordì nella nazionale statunitense nella selezione U-20, in vista dei mondiali U-20 del 1988 e del 1989. Grazie ai 20 punti ottenuti in 14 gare (10 gol e 10 assist), Modano ebbe molta visibilità in vista della futura carriera professionistica.
Il debutto con la nazionale maggiore avvenne nel Campionato mondiale del 1990, dove mise a segno 6 punti in 8 gare. Nelle due altre apparizioni ai mondiali, nel 1993 e nel 2005, Modano raccolse 4 punti in 13 presenze.
Nel 1991 prese parte all'ultima edizione della Canada Cup, conclusasi al secondo posto, con 9 punti in 8 partite. Cinque anni dopo guidò la nazionale USA al successo nella prima World Cup of Hockey, per poi ripresentarsi all'edizione del 2004.
In ambito olimpico Modano vanta tre partecipazioni: la prima fu a Nagano 1998, dove gli Stati Uniti chiusero al sesto posto. Quattro anni, dopo nel torneo casalingo di Salt Lake City, conquistò la medaglia d'argento dietro solo ai canadesi. L'ultima apparizione invece fu a Torino 2006. In totale, con entrambe le selezioni, Modano giocò dal 1988 al 2006, collezionando 71 presenze, mettendo a segno 24 reti e fornendo 37 assist.

## Statistiche

### Club
| Stagione   | Squadra               | Stagione regolare | Stagione regolare | Stagione regolare | Stagione regolare | Stagione regolare | Stagione regolare | Playoff | Playoff | Playoff | Playoff | Playoff |
| Stagione   | Squadra               | Lega              | P                 | G                 | A                 | Pt                | PIM               | P       | G       | A       | Pt      | PIM     |
| ---------- | --------------------- | ----------------- | ----------------- | ----------------- | ----------------- | ----------------- | ----------------- | ------- | ------- | ------- | ------- | ------- |
| 1986-1987  | Prince Albert Raiders | WHL               | 70                | 32                | 30                | 62                | 26                | 8       | 1       | 4       | 5       | 4       |
| 1987-1988  | Prince Albert Raiders | WHL               | 65                | 47                | 80                | 127               | 80                | 9       | 7       | 11      | 18      | 18      |
| 1988-1989  | Prince Albert Raiders | WHL               | 41                | 39                | 66                | 105               | 74                | -       | -       | -       | -       | -       |
| 1988-1989  | Minnesota North Stars | NHL               | -                 | -                 | -                 | -                 | -                 | 2       | 0       | 0       | 0       | 0       |
| 1989-1990  | Minnesota North Stars | NHL               | 80                | 29                | 46                | 75                | 63                | 7       | 1       | 1       | 2       | 12      |
| 1990-1991  | Minnesota North Stars | NHL               | 79                | 28                | 36                | 64                | 61                | 23      | 8       | 12      | 20      | 16      |
| 1991-1992  | Minnesota North Stars | NHL               | 76                | 33                | 44                | 77                | 46                | 7       | 3       | 2       | 5       | 4       |
| 1992-1993  | Minnesota North Stars | NHL               | 82                | 33                | 60                | 93                | 83                | -       | -       | -       | -       | -       |
| 1993-1994  | Dallas Stars          | NHL               | 76                | 50                | 43                | 93                | 54                | 9       | 7       | 3       | 10      | 16      |
| 1994-1995  | Dallas Stars          | NHL               | 30                | 12                | 17                | 29                | 8                 | -       | -       | -       | -       | -       |
| 1995-1996  | Dallas Stars          | NHL               | 78                | 36                | 45                | 81                | 63                | -       | -       | -       | -       | -       |
| 1996-1997  | Dallas Stars          | NHL               | 80                | 35                | 48                | 83                | 42                | 7       | 4       | 1       | 5       | 0       |
| 1997-1998  | Dallas Stars          | NHL               | 52                | 21                | 38                | 59                | 32                | 17      | 4       | 10      | 14      | 12      |
| 1998-1999  | Dallas Stars          | NHL               | 77                | 34                | 47                | 81                | 44                | 23      | 5       | 18      | 23      | 16      |
| 1999-2000  | Dallas Stars          | NHL               | 77                | 38                | 43                | 81                | 48                | 23      | 10      | 13      | 23      | 10      |
| 2000-2001  | Dallas Stars          | NHL               | 81                | 33                | 51                | 84                | 52                | 9       | 3       | 4       | 7       | 0       |
| 2001-2002  | Dallas Stars          | NHL               | 78                | 34                | 43                | 77                | 38                | -       | -       | -       | -       | -       |
| 2002-2003  | Dallas Stars          | NHL               | 79                | 28                | 57                | 85                | 30                | 12      | 5       | 10      | 15      | 4       |
| 2003-2004  | Dallas Stars          | NHL               | 76                | 14                | 30                | 44                | 46                | 5       | 1       | 2       | 3       | 8       |
| 2005-2006  | Dallas Stars          | NHL               | 78                | 27                | 50                | 77                | 58                | 5       | 1       | 3       | 4       | 4       |
| 2006-2007  | Dallas Stars          | NHL               | 59                | 22                | 21                | 43                | 34                | 7       | 1       | 1       | 2       | 4       |
| 2007-2008  | Dallas Stars          | NHL               | 82                | 21                | 36                | 57                | 48                | 18      | 5       | 7       | 12      | 22      |
| 2008-2009  | Dallas Stars          | NHL               | 80                | 15                | 31                | 46                | 46                | -       | -       | -       | -       | -       |
| 2009-2010  | Dallas Stars          | NHL               | 59                | 14                | 16                | 30                | 22                | -       | -       | -       | -       | -       |
| 2010-2011  | Detroit Red Wings     | NHL               | 40                | 4                 | 11                | 15                | 8                 | 2       | 0       | 1       | 1       | 2       |
| Totale WHL | Totale WHL            | Totale WHL        | 176               | 118               | 176               | 294               | 180               | 17      | 8       | 15      | 23      | 22      |
| Totale NHL | Totale NHL            | Totale NHL        | 1499              | 561               | 813               | 1374              | 926               | 176     | 58      | 88      | 146     | 128     |

### Nazionale
| Stagione        | Livello          | Risultati       | Risultati | Risultati | Risultati | Risultati | Risultati |
| Stagione        | Livello          | Competizione    | P         | G         | A         | Pt        | PIM       |
| --------------- | ---------------- | --------------- | --------- | --------- | --------- | --------- | --------- |
| 1987-1988       | Stati Uniti U-20 | Mondiali U20    | 7         | 4         | 1         | 5         | 8         |
| 1988-1989       | Stati Uniti U-20 | Mondiali U20    | 7         | 6         | 9         | 15        | 12        |
| 1990            | Stati Uniti      | Mondiali        | 8         | 3         | 3         | 6         | 2         |
| 1991            | Stati Uniti      | Canada Cup      | 8         | 2         | 7         | 9         | 2         |
| 1993            | Stati Uniti      | Mondiali        | 6         | 0         | 0         | 0         | 2         |
| 1996            | Stati Uniti      | World Cup       | 7         | 2         | 4         | 6         | 4         |
| 1998            | Stati Uniti      | Olimpiadi       | 4         | 2         | 0         | 2         | 0         |
| 2002            | Stati Uniti      | Olimpiadi       | 6         | 0         | 6         | 6         | 4         |
| 2004            | Stati Uniti      | World Cup       | 5         | 1         | 5         | 6         | 0         |
| 2005            | Stati Uniti      | Mondiali        | 7         | 3         | 1         | 4         | 4         |
| 2006            | Stati Uniti      | Olimpiadi       | 6         | 2         | 0         | 2         | 6         |
| Totale carriera | Totale carriera  | Totale carriera | 71        | 24        | 37        | 61        | 44        |

## Palmarès

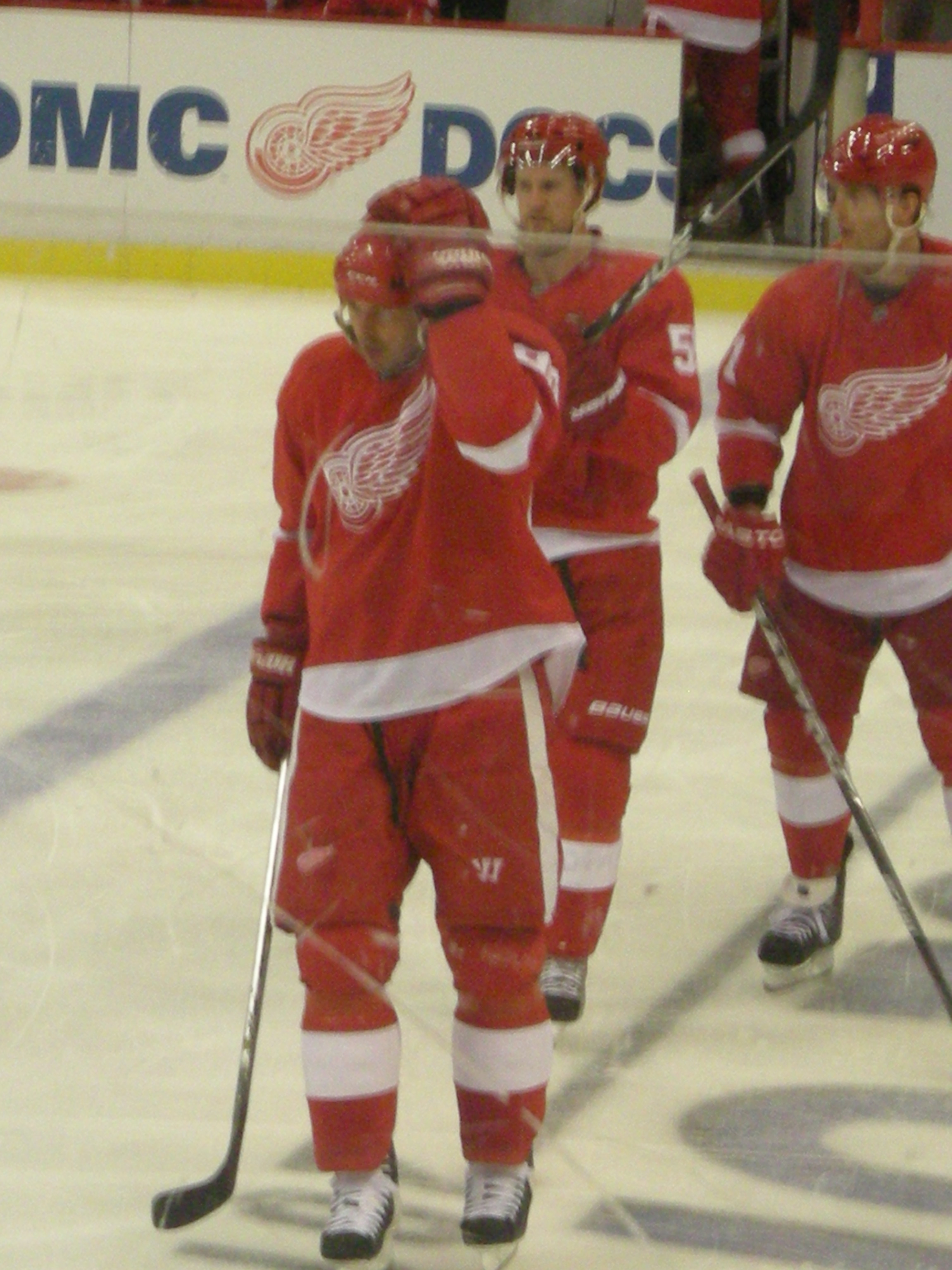
Mike Modano con i Red Wings nell'ottobre 2010.

### Club
- Stanley Cup: 1

Dallas: 1998-1999

### Nazionale
- World Cup of Hockey: 1

1996
- Giochi olimpici invernali:

Stati Uniti:  Salt Lake City 2002; Vancouver 2010

### Individuale
- NHL Second All-Star Team: 1

1999-2000
- NHL All-Rookie Team: 1

1989-1990
- NHL All-Star Game: 8

1993, 1998, 1999, 2000, 2003, 2004, 2007, 2009
- Maggior numero di assist al Torneo olimpico di hockey su ghiaccio: 1

Salt Lake City 2002 (6 assist)
- Maggior numero di assist al Campionato mondiale di hockey su ghiaccio Under-20: 1

URSS 1988 (9 assist)